# Castelo de Rochetaillée

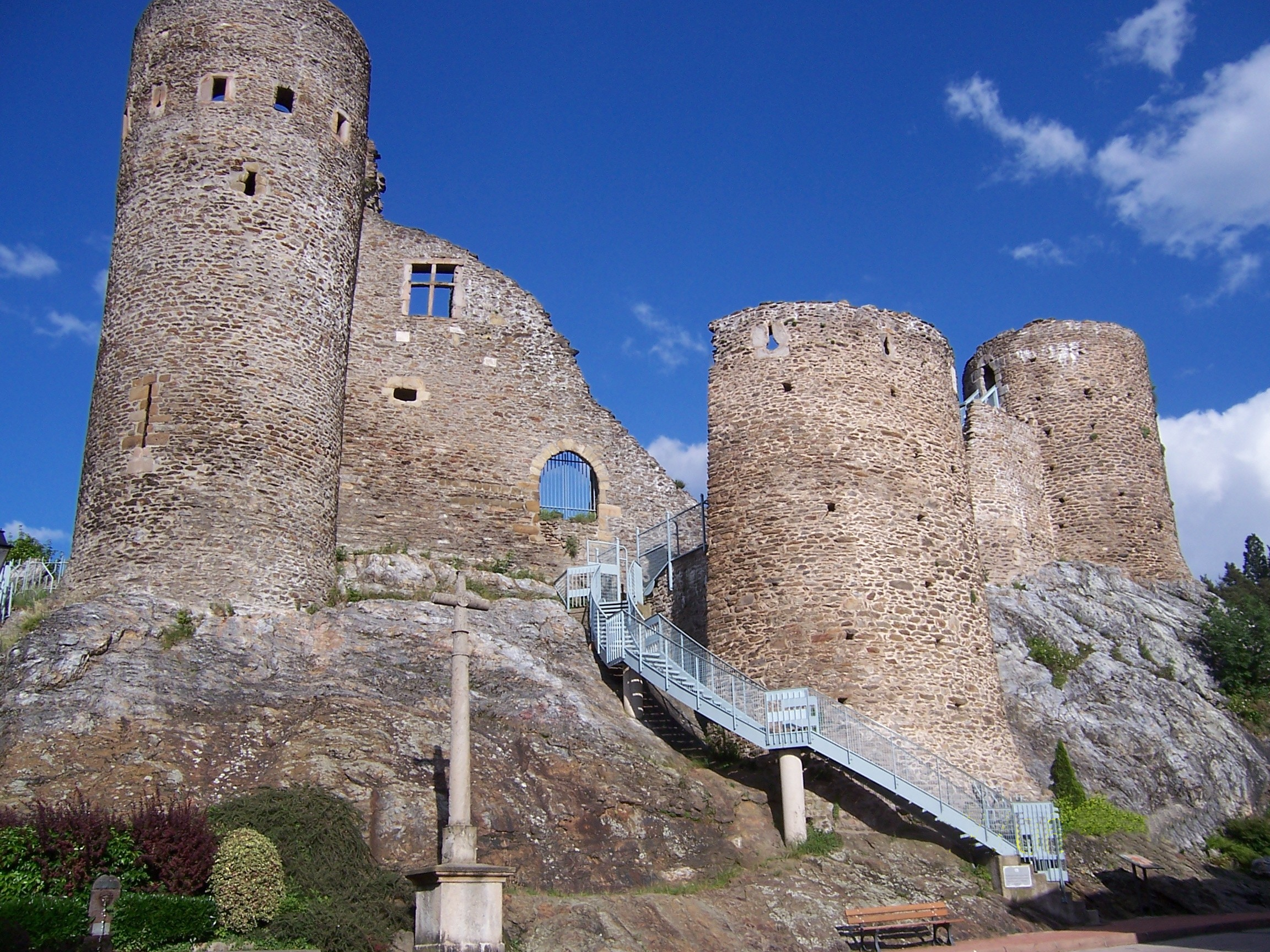
Ruínas do Chateau de Rochetaillée

O Château de Rochetaillée é um castelo feudal em ruínas na cidade de Saint-Étienne, no departamento de Loire, na França.
A construção do castelo data do século XII, recebendo intervenção com novas obras no século XVI.
Está classificado desde 1930 como monumento histórico pelo Ministério da Cultura da França.